# Монте-Кристо (Кордова)
Монте-Кристо (исп. Monte Cristo) — город и муниципалитет в департаменте Рио-Примеро провинции Кордова (Аргентина).
Благодаря близости к столице провинции (всего 25 км от Кордовы) этот сельскохозяйственный городок быстро превращается в её спальный пригород: с 1991 по 2010 годы его население практически удвоилось за счёт людей, которые живут здесь, но работают в Кордове.